# اوی لیمیتد
اوی لیمیتد (انگلیسی: AWE Limited) شرکت نفت و گاز استرالیایی است، که در سال ۱۹۹۷ تأسیس شد.